# Sfera di solvatazione

Uno ione Na^{+} solvatato da molecole d'acqua. Gli ossigeni delle molecole d'acqua, portanti parziali cariche negative si orientano verso lo ione di carica opposta.

La sfera di solvatazione attorno a uno ione o di una molecola polare è il volume complessivo costituito dallo ione e dalla corte di molecole di solvente che lo circondano. Più nel dettaglio, si parla di sfera d'idratazione nel caso in cui il solvente sia acqua.

## Sfera di idratazione primaria
Quando uno ione passa in soluzione acquosa, essendo questo carico e avendo la molecola d'acqua una parziale carica positiva ({\displaystyle \delta ^{+}}) localizzata sugli idrogeni e una parziale carica negativa ({\displaystyle \delta ^{-}}) sull'ossigeno, un volume di molecole di solvente si dispongono intorno allo ione con la carica opposta a quella dello ione orientata verso questo.
Le molecole della sfera di idratazione primaria si allontanano con difficoltà dallo ione centrale. La sfera di idratazione primaria è costituita da un unico guscio di molecole (o monostrato).

## Sfera di idratazione secondaria
Alla sfera di idratazione secondaria appartengono molecole che non sono a stretto contatto con lo ione centrale, ma che interagiscono con questo tramite delle forze di interazione di entità minore rispetto a quelle della sfera di idratazione primaria. La sfera di idratazione secondaria è più estesa di quella primaria. Le molecole di solvente che stanno al di fuori delle sfere di idratazione corrispondono a quello che viene definito il bulk (la parte del fluido abbastanza lontana dalle regioni del fluido stesso in cui avvengono gli scambi di materia, quantità di moto e calore, da non percepirne gli effetti) del fluido. A differenza della sfera di idratazione primaria, tra la sfera di idratazione secondaria e il bulk si ha un continuo scambio di materia.